# Jenny Fischer (Sängerin)

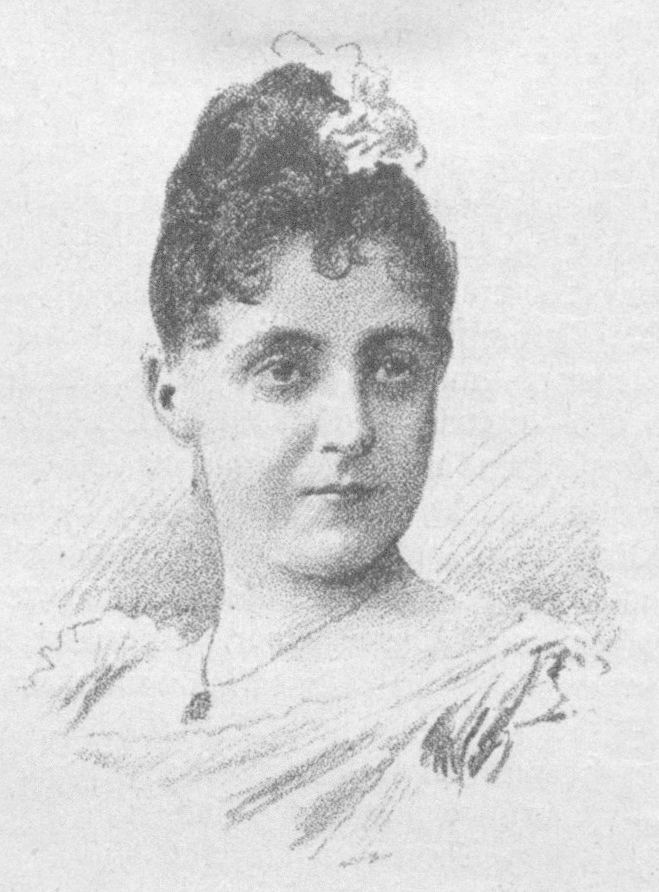
Jenny Fischer (1891)

Johanna „Jenny“ Fischer (* 14. Juni 1862 in Wien; † 16. März 1941 ebenda) war eine österreichische Sängerin (Sopran).

## Leben
Fischer war die Tochter des Kaufmannes Maximilian Fischer und der Sophie, geb. Felix. Sie wurde von Emma Mampe-Babnigg und Leo Friedrich ausgebildet und trat erstmals 1885 in Wien auf. Angelo Neumann engagierte sie 1885 für ein Jahr nach Bremen. Von 1886 bis 1901 war sie am Stadttheater in Frankfurt am Main engagiert, 1901 gastierte sie am Theater an der Wien. Zwischen 1903 und 1907 war sie Mitglied des Theaters des Westens in Berlin.
Sie heiratete 1911 in Frankfurt den Rechtsanwalt Karl Ferdinand Fehl, gelegentlich trat sie auch unter den Namen Fischer-Fehl oder Fehl auf.